# Grand Haven, Michigan
Grand Haven este o localitate neîncorporată și sediul comitatului Ottawa, statul Michigan, Statele Unite ale Americii.
1. ↑  2010 U.S. Gazetteer Files, accesat în 9 iulie 2020